# Festung Butschatsch
Die Festung Butschatsch (ukrainisch Бучацька фортеця/Butschaz'ka fortezja; „Burg Butschatsch“; ukrainisch Бучацький замок/Butschaz'kyj samok), eine polnische Festung in Buczacz, ist die Ruine einer Gipfelburg in der Stadt Butschatsch im Westen der Ukraine. Sie steht am Rande einer Felsenklippe und wurde zu Beginn des 19. Jahrhunderts mehrmals zerstört und wieder aufgebaut. Die heute sichtbaren Ruinen stammen aus der Zeit von 1620 bis 1630, als die Festung auf Initiative von Maria Amalia Mohylanka (Cousine des Metropoliten Petro Mohyla) und ihres Mannes, des Magnaten, Mäzens, Woiwoden und Starosts Stefan Potocki, Gestalt erhielt. Die 1672 und 1676 von den Türken belagerte Festung bestand aus einem alten und einem neuen Teil. Anfang des 19. Jahrhunderts verkauften die Grafen von Potocki das Gebäude an die Bewohner von Butschatsch, die es als Steinbruch für Baumaterial nutzten. Von den zwei Basteien ist heute eine erhalten.